# 常滑市立西浦南小学校
常滑市立西浦南小学校（とこなめしりつ にしうらみなみしょうがっこう）は、愛知県常滑市古場にある公立小学校。

## 学区
- 熊野町、古場、古場町、苅屋、苅屋町、檜原が校区であり、公立中学校の進学先は常滑市立南陵中学校である[1]。
- 旧・知多郡西浦町の小学校であった。

## 沿革
西浦南小学校の創立は1907年（明治40年）である。これは古場尋常小学校と苅屋尋常小学校を統合し、枳豆志第二尋常小学校となった年である。ここではそれ以前についても記述する。
- 1873年（明治6年） -
  - 古場村に自省学校が開校する。安養寺[注釈 1]を仮校舎とする。
  - 苅屋村に自省分校が開校する。安楽寺[注釈 2]を仮校舎とする。
- 1876年（明治9年） - 自省学校が第76番小学古場学校、自省分校が第76番小学古場分校に改称する。
- 1878年（明治11年） - 熊野村、古場村、苅屋村、檜原村が合併し、中橋村が発足する。
- 1879年（明治12年） - 古場分校が苅屋学校として独立する。
- 1883年（明治16年） - 中橋村が檜原村、熊野村、古場村、苅屋村に分立する。
- 1886年（明治19年） - 古場学校と苅屋学校が合併し、中橋学校となる。民家を校舎とする。檜原村、熊野村、古場村、苅屋村の児童が通学する。
- 1887年（明治20年） - 尋常小学古場学校に改称する。
- 1889年（明治22年）10月1日 - 檜原村、熊野村、古場村が合併し、古場村が発足。
- 1891年（明治24年） - 尋常小学古場学校が古場尋常小学校（古場村）と苅屋尋常小学校（苅屋村）に分離する。瑞泉寺[注釈 3]を仮校舎として古場尋常小学校桧原分教場を設置する。
- 1895年（明治28年） - 古場尋常小学校の校舎を新築し、移転する。古場尋常小学校桧原分教場を廃止する。
- 1905年（明治38年） - 苅屋尋常小学校の校舎を新築し、移転する。
- 1906年（明治39年）5月1日 - 樽水村、西阿野村、苅屋村、古場村が合併し、枳豆志村が発足する。
- 1907年（明治40年）1月 - 古場尋常小学校と苅屋尋常小学校を統合し、枳豆志第二尋常小学校となる。統合校舎は無く、旧・古場尋常小学校を第一教場、旧・苅屋尋常小学校を第二教場とする。校区は熊野、古場、苅屋、檜原。
- 1909年（明治42年）
  - 4月 - 高等科を併設し、枳豆志第二尋常高等小学校に改称する。
  - 11月 - 現在地に校舎が完成する。
- 1911年（明治44年）12月10日 - 枳豆志村が町制施行及び改称し、西浦町となる。同時に西浦第二尋常高等小学校に改称する。
- 1912年（明治45年）2月 - 旧・古場尋常小学校校舎と旧・苅屋尋常小学校校舎を移築する。
- 1941年（昭和16年）4月1日 - 西浦町第二国民学校に改称する。
- 1947年（昭和22年）4月1日 - 西浦町立第二小学校に改称する。
- 1948年（昭和23年）10月1日 - 西浦町立南小学校に改称する。
- 1954年（昭和29年）4月1日 - 常滑町、大野町、西浦町、鬼崎町、三和村が合併し市、常滑市となる。同時に常滑市立西浦南小学校に改称する。
- 1967年（昭和42年） - 体育館が完成する。
- 1972年（昭和47年） - 新校舎（鉄筋コンクリート造）が完成する。

## 交通アクセス
- 知多バス常滑南部線「古場」バス停より徒歩約7分。

## 周辺施設
- 常滑市立南陵中学校
- 南陵公民館
- 苅屋漁港